# Università Re Sa'ud
L'Università Re Saʿūd (KSU, in arabo جامعة الملك سعود‎?, Jāmiʿat al-malik Saʿūd) è un'università pubblica di Riad, in Arabia Saudita, fondata nel 1957 da re Saʿūd bin ʿAbd al-ʿAzīz come Università di Riyad, la prima del Regno dell'Arabia Saudita. L'università è stata creata per soddisfare il bisogno di lavoratori qualificati nel paese. Ha assunto il nome attuale nel 1982.
Il corpo studentesco è oggi costituito da circa 65 000 studenti di entrambi i sessi. Le studentesse hanno un codice disciplinare proprio e vi è un centro di supervisione dei loro progressi. L'università offre corsi di scienze naturali, scienze umane e studi professionali. Le lingue di insegnamento sono l'inglese e l'arabo a seconda della maggiore scelta. Tra le università arabe, i suoi programmi medici sono altamente considerati.

## Storia

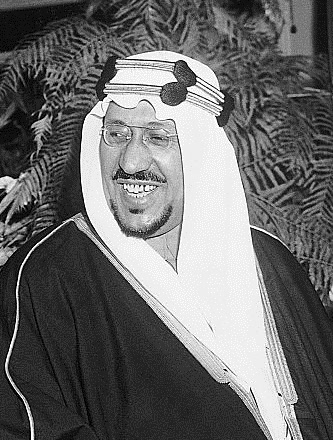
Re Saʿūd nel 1957.

L'istituzione del primo ateneo saudita è stata una risposta alle esigenze educative e professionali di una nazione giovane. ʿAbd al-ʿAzīz divenne re nel 1932 e iniziò a porre le basi per la modernizzazione del suo paese stabilendo un sistema educativo. Nel 1953 re Saʿūd, il figlio maggiore di ʿAbd al-ʿAzīz, salì al trono dopo la morte del padre, e istituì il Consiglio dei Ministri e il Ministero dell'Istruzione.
Il principe Fahd, futuro sovrano, è stato il primo ministro dell'istruzione. Dopo la prima sessione del governo, ha annunciato che la prima università saudita sarebbe stata una casa della cultura e delle scienze. Il principe Fahd ha detto che era impegnato a promuovere l'istruzione superiore.
Nel 1957, con il regio decreto nº 17, il principe Fahd ha annunciato la fondazione dell'Università Re Saʿūd, istituita al fine di "diffondere e promuovere la conoscenza nel nostro regno per l'ampliamento della base di studi scientifici e letterari e per tenere il passo con le altre nazioni nel campo delle arti e delle scienze e per contribuire a scoperte e invenzioni, oltre a far rivivere la civiltà islamica e articolare i suoi vantaggi e le sue glorie, insieme con le sue ambizioni per nutrire i giovani virtuosi e garantire loro menti sane e etiche".
Gli studenti hanno iniziato frequentare la Facoltà di Arte nell'anno accademico 1957-58. Da allora l'ateneo si è ulteriormente sviluppato secondo le esigenze della nazione.
Tra il 1958 e il 1960 sono stati istituiti la Facoltà di Scienze, quella di Imprenditoria (ora Facoltà di Pubblica amministrazione) e quella di Farmacia.
Il regio decreto nº 112 del 1961 ha riconosciuto l'ateneo come entità legale indipendente, con un budget proprio e un responsabile per l'istruzione superiore per la promozione della ricerca scientifica e il progresso delle scienze e delle arti nel paese. Lo statuto affermava inoltre che il presidente dell'università dovesse essere il ministro dell'Istruzione, che l'ateneo dovesse avere un vice presidente e un segretario generale, e che ogni istituto dovesse avere un Preside, un vice Preside e un consiglio.
Nel 1965 è stata istituita la facoltà di Agraria e ha assunto il controllo delle Facoltà di Ingegneria e di Istruzione, in precedenza sotto il controllo del Ministero della Pubblica Istruzione, in collaborazione con l'UNESCO.

### Università di Riyad
Il regio decreto M/11 del 1967 ha revocato tutti i precedenti statuti e regolamenti. Tra i principali punti di riferimento del nuovo statuto vi era la creazione del Consiglio superiore dell'università come organo di potere amministrativo. La composizione del nuovo consiglio includeva due presidenti universitari attivi o inattivi, due membri della facoltà che avessero assunto tali posizioni all'estero o due intellettuali sauditi di spicco.
Il Consiglio superiore dell'università è la struttura dominante per gli affari universitari: ne traccia le politiche, emana decisioni per conseguire gli obiettivi dell'ateneo (in particolare quelli relativi alla creazione di nuovi istituti e dipartimenti), propone i budget, stipendia i docenti, eroga rendite e premi finanziari.
Il regio decreto M/6 del 1972 ha sostituito lo statuto del 1967. Con il nuovo statuto, la composizione del Consiglio superiore dell'università comprende cinque presidenti universitari attivi o inattivi, o intellettuali nativi. Nel consiglio si sono aggiunti anche il Segretario generale dell'università e altri due membri non universitari. Anche in questo caso, lo statuto determina la creazione di un Consiglio accademico che si occupa di coordinare la ricerca scientifica e gli studi. Il Consiglio superiore dell'università regola il numero dei membri, le responsabilità e i poteri del consiglio accademico.
Questi decreti sono stati emessi in risposta ai crescenti bisogni dell'università, come l'istituzione di nuovi collegi. Nel 1961/1962 le prime donne sono state ammesse nella Facoltà d'Arte e nella Facoltà di Pubblica amministrazione.
Nel 1969/1970 è stato aperta la Facoltà di Medicina. Nel 1974/1975 è stato fondato l'Istituto di Lingua araba per servire chi non parla questa lingua. In quel momento sono stati istituiti i decanati di ammissione e registrazione, l'ufficio per gli affari degli studenti e le biblioteche. Nel 1976 sono stati fondate la Facoltà di Odontoiatria e quella di Scienze mediche applicate presso il campus di Riad; allo stesso tempo è sorto, una nuova facoltà (Istruzione) nella città di Abha. L'anno successivo, l'ufficio di supervisione ha assunto il compito di organizzare tutti i corsi di laurea nei vari dipartimenti dell'Università.
In base al regio decreto n. 3/M/380 del 1979 è stato fondata la Facoltà di Medicina di Abha ed è stato associata all'ateneo ai sensi della direttiva reale n. 15128 del 29/6/1400 E. Gli studi sono iniziati nell'anno accademico 1980/1981.
Nel 1980, è stato aperto un altro ramo dell'università nella provincia di al-Qasim con tre collegi: agricoltura, medicina veterinaria ed economia e amministrazione. Gli studi sono iniziati nell'anno accademico 1980/1981.

### Università Re Saʿūd
Nel 1981, in occasione del suo 25º anniversario e per ordine di re Khālid, l'Università di Riyad è tornata al suo nome originale di Università Re Saʿūd. In quello stesso anno, la presidenza del servizio alla comunità e alla formazione continua ha sostituito il centro per i servizi comunitari ed è stato aperto l'ospedale universitario re Khālid.
Due anni dopo sono stati creati altri due collegi: quello di scienze informatiche e dell'informazione e quello di architettura e pianificazione. Più tardi, nel 1990, è nato l'Istituto di lingue e traduzione; quattro anni più tardi, sarebbe diventato l'Università di lingue e traduzioni.
Nel 1993, è stato ratificato il sistema del consiglio dell'istruzione superiore e dell'università che ha stabilito che ogni università debba avere un proprio consiglio, che si occupa dei suoi affari accademici, amministrativi e finanziari, e svolge la sua politica generale.
Nel 1996, il Consiglio dell'istruzione superiore, con la sua decisione nº1282/A ha approvato la creazione del Centro per la consulenza e la ricerca che è stato poi intitolato a re ʿAbd Allāh.
Nel 1997, il regio decreto n. 33 ha stabilito la creazione di una nuova facoltà a Jizan e della Facoltà di Scienze presso il campus di al-Qasim.
Nel 1998, il regio decreto nº 7/78/M ha istituito l'Università Re Khalid nel sud del paese. I rami dell'Università Islamica Imām Muḥammad ibn Saʿūd e dell'Università Re Saʿūd di conseguenza hanno formato il nuovo ateneo. Nello stesso anno sono state modificate alcune norme riguardanti gli studenti e la ricerca.
Nel 2000, è stata istituita la Facoltà di Medicina presso il campus di al-Qaṣīm, e la presidenza del servizio alla comunità e alla formazione continua è stato trasformato in Facoltà di Studi applicati e del Servizio comunitario.
Nel 2001, ai sensi della delibera nº 73 del Consiglio dei Ministri è stata istituita la Facoltà comunitaria. Durante l'anno accademico 2002/2003 è stata fondata la Facoltà di Scienze di al-Jawf. Nello stesso anno sono stati aperti la Facoltà di Ingegneria presso il campus di al-Qaṣīm e le facoltà comunitarie di al-Majmaʿa, al-Aflaj e al-Qurayat.
All'inizio dell'anno accademico 2003/2004 il campus di al-Qaṣīm è diventato un ateneo indipendente. Nel 2003, il Consiglio dell'istruzione superiore ha approvato la promozione del Dipartimento di Infermieristica, la Facoltà di Scienze mediche applicate, in seno alla Facoltà di Infermieristica.

## Presidenti
- ʿAbd al-Wahhāb Mohammed ʿAzzām (1957-1959)
- Shaykh Nāṣer al-Manqūr (1959-1960)
- ʿAbd al-ʿAzīz bin Muḥammad al-Khuwayṭer (1961-1971)
- ʿAbd al-ʿAzīz bin ʿAbd Allāh al-Faddā (1971-1979)
- Manṣūr bin Ibrāhim al-Turkī (1979-1990)
- Aḥmad bin Muḥammad al-Ḍubayb (1990-1995)
- ʿAbd Allāh bin Muḥammad al-Fayṣal (1995-2007)
- ʿAbd Allāh al-ʿOthmān (2007-2012)
- Badrān al-ʿOmar (2012-presente)

## Campus
L'attuale campus principale della scuola è stato progettato da HOK Architects, di St. Louis, Missouri. I sistemi meccanici ed elettrici sono stati progettati da Syska Hennessy Group, Inc. di New York. L'impianto è stato costruito nel 1980 da Blount International, una ditta di costruzioni guidata da Winton M. Blount con sede a Montgomery, in Alabama, dopo che l'azienda ha ricevuto l'allora più grande contratto a prezzo fisso nella storia per la cifra di circa 5 miliardi di dollari.

### Biblioteche
L'Università Re Saʿūd dispone di un totale di diciotto biblioteche, che costituiscono il nervo principale delle discipline accademiche e di apprendimento dell'università. Al momento della transizione nella posizione corrente, l'università ha aggiunto nuove collezioni, formando così la biblioteca centrale. Più tardi questa è stata rinominata Biblioteca centrale Re Salmāan, e gode ora gode di sette biblioteche filiali. Idealmente è ospitato in un edificio di sette piani, con una superficie di 51 400 metri quadrati e più di 4000 posti di lettura, la biblioteca centrale occupa una posizione centrale tra i college e le strutture, fornendo agli studenti, alle facoltà, ai dipendenti e agli altri membri della comunità un facile accesso alla sua posizione. Le sue collezioni comprendono libri, periodici, manoscritti, pubblicazioni governative, tesi accademiche, tesi di laurea, rassegne stampa, reperti audiovisivi e media elettronici. Le presidenza della biblioteca ha lanciato anche un sito per aiutare i navigatori di Internet e gli individui interessati ad accedere a cataloghi, posizioni, gallerie e banche dati elettroniche, insieme ad altri servizi differenti.

### Ospedale Universitario Re ʿAbd al-ʿAzīiz
L'ospedale universitario è stato fondato nel 1956 ma è stato affiliato all'ateneo solo vent'anni dopo. Questa azienda ora è specializzata in otorinolaringoiatria e oftalmologia. Questi due servizi sono tra i più grandi del Vicino Oriente per queste specialità. Essi ospitano i medici qualificati nelle due specializzazioni e ricercatori di livello mondiale. Inoltre, esso contiene alcuni servizi medici e pediatrici generali così come il centro diabetico universitario. Le cure sono gratuite per tutto il personale dell'università e per gli studenti. L'ospedale fornisce prestazioni di assistenza primaria e secondaria per i pazienti sauditi della zona nord della capitale. Fornisce inoltre servizi di assistenza terziaria a tutti i cittadini sauditi.

### Ospedale Universitario Re Khalid
Nel 1982, è stata una aperta una nuova struttura ospedaliera ed è stata intitolata a re Khalid. Questa struttura dispone di 850 posti letto con tutti i servizi di medicina generale e diverse specialità. Esso contiene un edificio ambulatoriale speciale, più di venti sale operatorie, un laboratorio completamente attrezzato, personale di radiologia e servizi di farmacia in aggiunta a tutti gli altri servizi di supporto. L'ospedale fornisce prestazioni di assistenza primaria e secondaria per i pazienti sauditi dalla zona nord della capitale. Fornisce inoltre servizi di assistenza terziaria a tutti i cittadini sauditi. Anche in questa struttura, tutte le cure sono gratuite per il personale e gli studenti.

### Moschea

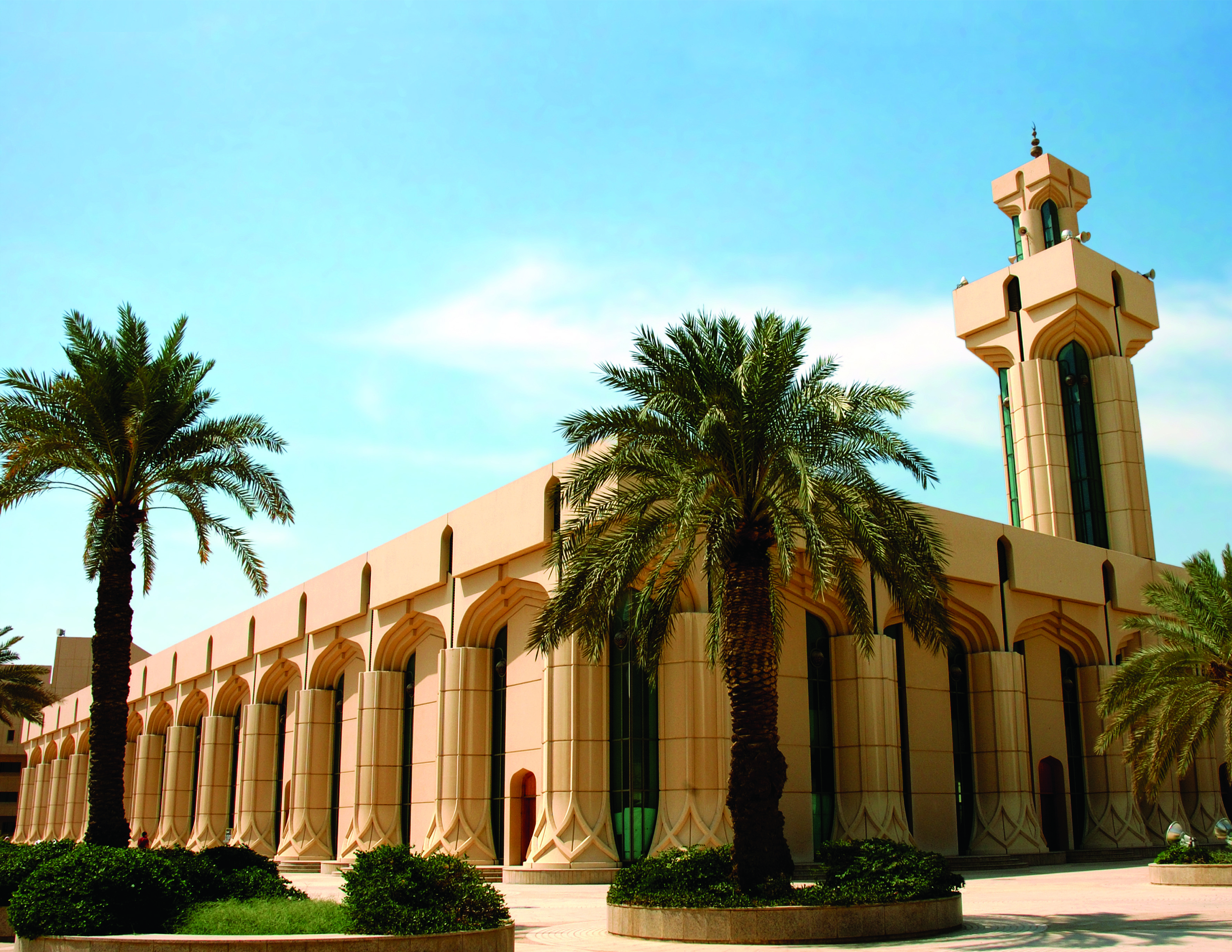
La moschea (Jāmiʿ al-Nakhl).

Nel 1982, il dott. Basil al-Bayati ha vinto il 1º premio al concorso per la costruzione della moschea principale universitaria. Il suo progetto ha incorporato ampiamente il motivo del tronco di palma, usato nella primissima moschea del Profeta a Medina. L'opera è stata molto apprezzata ed è stato anche affermato che "segna l'inizio di una nuova era, una nuova rinascita nell'architettura islamica". Le opere di arte calligrafica situate all'interno sopra le porte e nel miḥrāb sono di Ghani Alani, l'ultimo della Scuola di calligrafia di Baghdad. Questi era studente di Hashem al-Khattat. Questi ha insegnato ad al-Bayati quando frequentava il collegio di ingegneria di Baghdad. L'edificio è stato anche candidato per il Premio Aga Khan per l'Architettura del 1992.

### Portale di ingresso di Basil Al Bayati

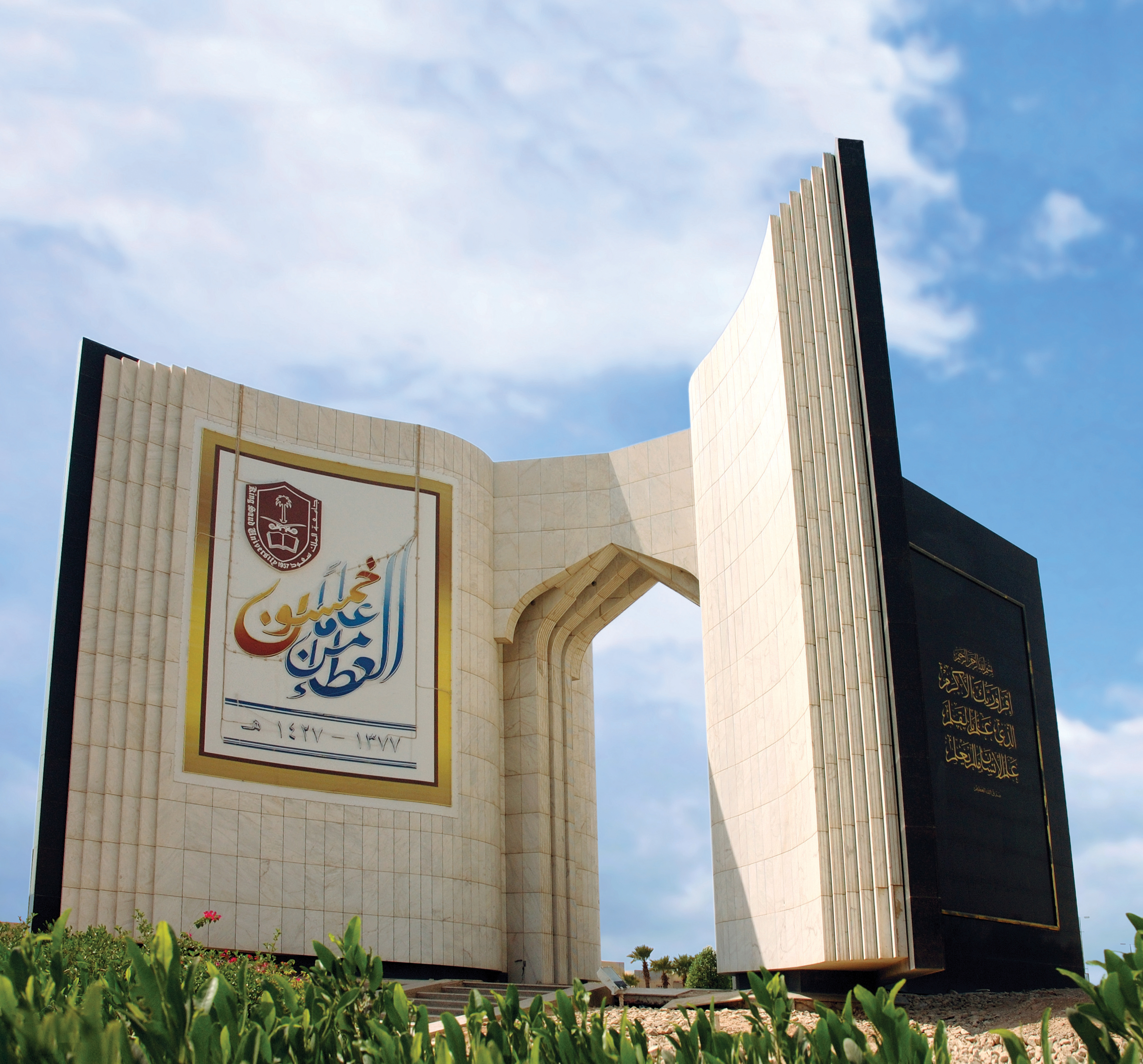
Il portale d'ingresso.

Basil al-Bayati ha anche progettato il portale d'ingresso dell'università che si basa sul tema della fede e della conoscenza; due pilastri dell'Islam che devono essere considerati insieme, "la conoscenza non può fare a meno della fede, né può la fede ignorare la conoscenza che l'Islam chiama sempre per l'esecuzione in parallelo." Il progetto si compone di due libri che rappresentano la conoscenza e la fede. Sono stati così collocati in modo tale che le loro pagine sono collegate, mostrando così una stretta connessione. Versetti del Corano sulla fede e sulla conoscenza sono scritti in bella scrittura sulla copertina di ogni libro.

### Centri di ricerca
- Centro di eccellenza per la ricerca di ingegneria dei materiali.
- Centro di ricerca della facoltà di farmacia.
- Centro di ricerca della facoltà di ingegneria.
- Centro di ricerca della facoltà di alimentazione e agricoltura.
- Centro di ricerca della facoltà di scienze.
- Centro di ricerca della facoltà di lettere.
- Centro di ricerca della facoltà di lingue e traduzione.
- Centro di ricerca della facoltà di scienze della formazione.
- Centro di ricerca della facoltà del centro di amministrazione di ricerca di scienza.
- Centro di ricerca della facoltà di medicina.
- Centro di ricerca della facoltà di informatica.
- Centro di ricerca della facoltà di scienze mediche applicate.
- Centro di ricerca della facoltà di architettura e pianificazione.
- Centro di Ricerca di scienza e studi medici.
- Centro di Ricerca per gli studi universitari di Alishah.
- Centro di Ricerca per gli studi universitari in biblioteca.
- Direzione dei centri di ricerca.

## Accademici
L'università offre una vasta gamma di corsi di laurea in scienze naturali, scienze sociali, scienze umanistiche e studi professionali. L'insegnamento è completamente gratuito e borse di studio generose sono disponibili per gli studenti sauditi e internazionali. Le lingue di erogazione dei corsi di laurea sono l'inglese e l'arabo. I candidati sono tenuti a superare un esame di arabo se non sono madrelingua. Il servizio di supporto di inglese è fornito a tutti i livelli.

## Collegi

### Elenco dei collegi
- Anno preparatorio.[13]

#### Collegi di scienze
- Collegio di architettura e pianificazione;[14]
- collegio di amministrazione aziendale;[15]
- collegio di ingegneria;[16]
- collegio di scienze;[17]
- collegio di alimentazione e agricoltura;[18]
- collegio di scienze informatiche e dell'informazione.[19]

#### Collegi medici
- Collegio di medicina;[20]
- college di odontoiatria;[21]
- collegio di farmacia;[22]
- collegio di scienze mediche applicate;[23]
- collegio di infermieristica;[24]
- collegio di servizi medici di emergenza Principe Sultan.[25]

#### Collegi umanistici
- Collegio di arte;
- collegio di educazione;
- collegio di legge e scienze politiche;
- università di lingue e traduzione;
- collegio di turismo e archeologia;
- istituto di lingua araba;
- collegio di insegnamento;
- collegio di educazione fisica e sport.

### Collegi comunitari
- Collegio di studi applicati e di servizio alla comunità;
- Collegio comunitario.

### Collegio di medicina
Il Regno dell'Arabia Saudita testimonia eccezionali progressi in molti settori come la salute e la scienza. Il Collegio di medicina dell'Università Re Saʿūd è stato istituito nel 1967 durante il regno di re Fayṣal, anche se gli studi sono cominciati nel 1969. La scelta dei membri per il Collegio dei docenti e di supervisione degli esami, fino al 1978, erano fatti in cooperazione tra la facoltà e l'Università di Londra. Nel 1974/1975, il Collegio ha aperto un reparto speciale per le studentesse, mentre l'anno successivo ha incorporato la clinica universitaria per la formazione di studenti e studentesse in fase clinica. Nel 1981, in occasione del 25º anniversario dell'inaugurazione dell'ateneo, è stato aperto l'ospedale universitario re Khalid per servizi di insegnamento e salute. Il collegio ha anche stipulato accordi con diverse università di Stati Uniti, Canada e Regno Unito per ricevere supporto nel formare medici sauditi laureati, nonché per fornire la preparazione per i loro studi superiori e di specializzazione in diverse discipline mediche.

### Collegio di scienze
Il Collegio di scienze è stato fondato nel 1958, un anno la fondazione dell'ateneo. In principio, il collegio aveva pochi studenti e un piccolo numero di sale per lezioni e laboratori. In linea con la crescita dell'università in generale, il collegio ha assistito a notevoli progressi sotto molti aspetti. Il numero di dipartimenti è aumentato, i laboratori sono migliorati e oggi il collegio attrae un gran numero di studenti. Ad oggi eroga corsi di laurea in: statistica, ricerca operativa, geologia, geofisica, chimica, biochimica, zoologia, botanica, microbiologia, matematica, matematica finanziaria e fisica.

### Collegio di ingegneria
Il Collegio di ingegneria è stato istituito come progetto congiunto tra il Ministero della pubblica istruzione del regno e l'UNESCO nel novembre 1962. Questo progetto è durato fino al 1969, quando il collegio è diventato parte ufficiale dell'ateneo.
Il collegio è iniziato con tre dipartimenti: ingegneria civile, ingegneria elettrica e ingegneria meccanica. Nel 1968, è stato fondato il dipartimento di architettura ed è diventato un collegio nel 1984, sotto il nome di Facoltà di architettura e pianificazione.
Nel 1974 sono stati istituiti altri due dipartimenti ovvero ingegneria chimica e ingegneria del petrolio. Nel 1988 è stato anche istituito il corso in agrimensura presso il Dipartimento di ingegneria civile. Nel 1982, è stato istituito presso il Dipartimento di ingegneria meccanica il programma di ingegneria industriale. Nel 2002, il programma è diventato il Dipartimento di ingegneria industriale. In sintesi, ora ci sono sette dipartimenti che offrono corsi di laurea specialistica nei seguenti campi:
- ingegneria petrolifera;
- ingegneria chimica;
- ingegneria dell'agrimensura;
- ingegneria civile;
- ingegneria industriale;
- ingegneria meccanica;
- ingegneria elettrica.

Il numero degli studenti del collegio è passato dai 17 nel 1962 ai più di 4000 del 2005. I membri della facoltà sono cresciuti in modo analogo: da 4 a 210 (tra cui docenti e assistenti) all'interno dello stesso intervallo di tempo.

## Vita studentesca

### Aiuto agli studenti e agli alloggi
L'ateneo offre agli studenti un sussidio di 990 riyal (264 $) al mese agli studenti di medicina e uno di 840 riyal (224 $) al mese a quelli di scienze umane, uno sconto del 75% sui libri stranieri, soggiorno completamente arredato in residenze universitarie e complessi di ostelli, pasti all'interno dell'università, cure mediche gratuite e biglietti interi per tornare al proprio paese.

### Emergenza del 2014
Nel 2014, l'università ha attirato numerose critiche per il modo in cui ha gestito un incidente. A una studentessa è stato negato l'accesso al centro medico perché non era completamente coperta e il personale paramedico era di sesso maschile. Successivamente è deceduta.

## Programmi degni di nota
- Programma internazionale di ricerca Principe Sultan.
- Istituto per la nanotecnologia Re ʿAbd Allāh.[28]
- Programma per gli studi sulla sicurezza intellettuale Principe Nayef.
- Direzione dei programmi di ricerca.
- Istituto di imprenditoria Re Salmān.
- Programma Riyad Technology Valley.
- Programma premi Nobel.
- Centri di ricerca per programmi di eccellenza.
- Programma ALUMNI.
- Programma della proprietà intellettuale.
- Programma della conoscenza societaria.

## Riyad Technology Valley
La Riyad Technology Valley, è uno dei contributi dell'università per la costituzione di partnership tra i settori pubblici e privati nel settore dell'economia e della conoscenza. Il Regno dell'Arabia Saudita ha adottato una strategia economica a lungo termine che sposta la sua attenzione sullo sviluppo di un'economia basata sulla conoscenza. L'Università Re Sa'ud sta cercando di partecipare a pieno titolo a questa strategia attraverso lo sviluppo di un parco scientifico sostanziale, la "Riyad Technology Valley - Università Re Saʿūd", sita nel campus della capitale. Attraverso questo progetto, l'ateneo mira a soddisfare le esigenze delle industrie basate sulla conoscenza, sulla commercializzazione dei suoi risultati di ricerca, oltre al miglioramento dell'ambiente di ricerca e all'incoraggiamento di ricercatori e laureati a partecipare al programma di incubazione e di stabilire spin-off sulla conoscenza. L'università sta attualmente concentrando la sua ricerca sui polimeri, sulla catalisi e sulle biotecnologie.